# Skogsdammlöpare
Skogsdammlöpare (Anthracus consputus) är en skalbaggsart som först beskrevs av Caspar Erasmus Duftschmid 1812.  Skogsdammlöpare ingår i släktet Anthracus, och familjen jordlöpare. Arten är reproducerande i Sverige.